# Ёмкостный датчик

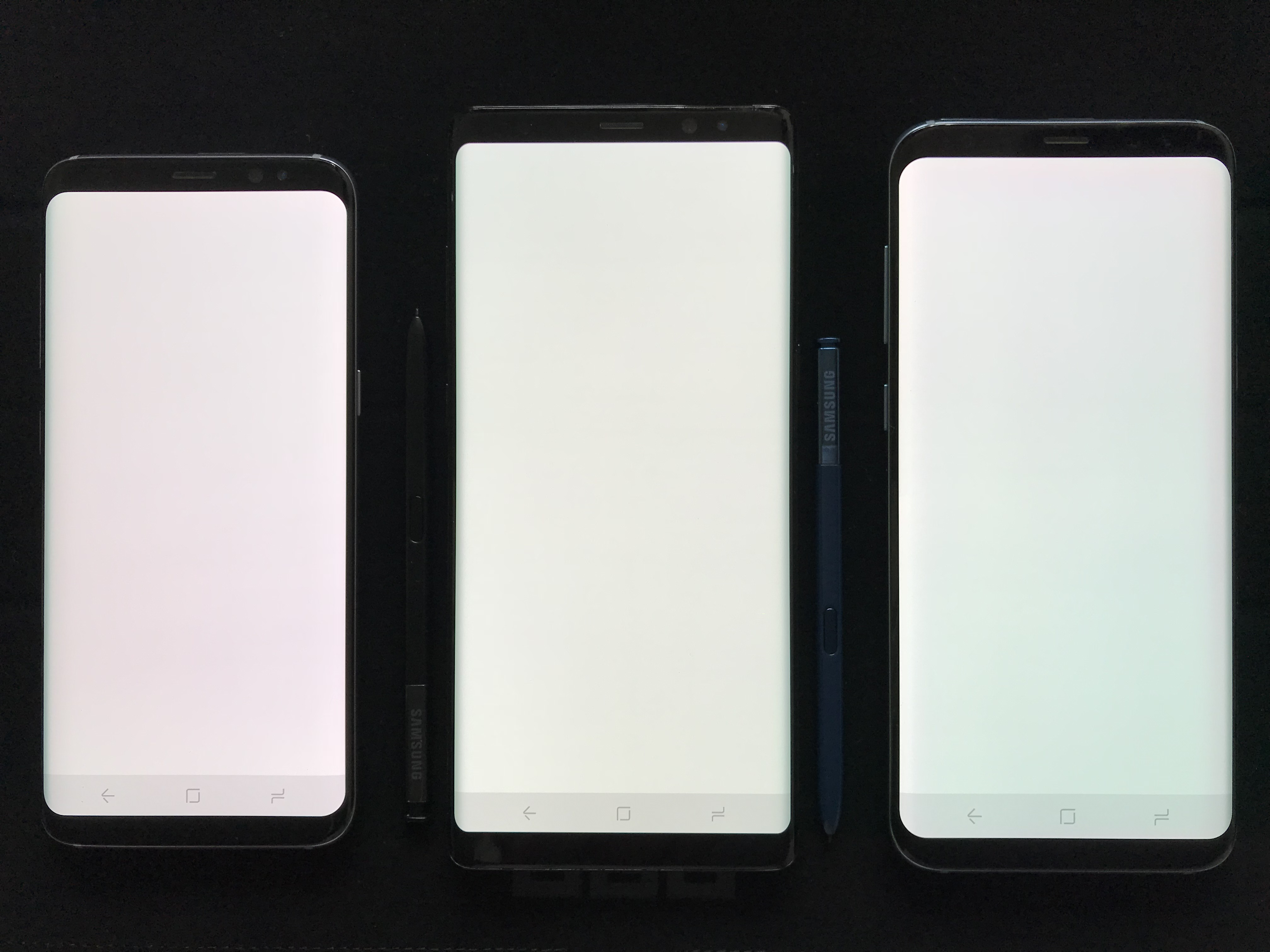
Емкостный сенсорный экран смартфонов

Ёмкостный датчик — преобразователь параметрического типа, в котором изменение измеряемой величины преобразуется в изменение ёмкости конденсатора.
Специальная схема преобразует изменение ёмкости в пороговый сигнал датчика (например сухой контакт). В простейших датчиках это обычно мультивибратор, преобразователь «частота (или скважность)-напряжение» и компаратор. Иногда, если изменение ёмкости в ответ на воздействие невелико, приходится ставить схемы на микроконтроллерах, которые занимаются автоподстройкой чувствительности и нуля датчика.
Ёмкостные датчики получили широкое распространение там, где необходимо контролировать появление слабопроводящих жидкостей, например воды. Это датчики уровня жидкости, датчики дождя в автомобилях, датчики в сенсорных кнопках на бытовой технике (в живых тканях много воды) и т. п.
Существуют также ёмкостные датчики уровня жидкости, широко используемые для измерения количества топлива на летательных аппаратах. Обычно датчик представляет собой пару вставленных друг в друга металлических цилиндров (иногда сложной формы, чтобы обеспечить линейность характеристики датчика при сложной форме бака), погруженных в топливо. Принцип действия датчиков основан на том, что ёмкость прямо пропорциональна диэлектрической проницаемости изолятора, а ε у воздуха и топлива различается (порядка 1 и 1,8 соответственно). В результате при заполнении бака топливом возрастает реактивное сопротивление датчика. Питаются ёмкостные топливомеры, как правило, от общей сети ЛА напряжением 115 В частотой 400 Гц, которое для питания датчиков понижается.
Основные преимущества ёмкостных датчиков: высокий порог чувствительности и небольшая инерционность.
Основные недостатки: сильное влияние внешних электромагнитных полей.
Специфическая разновидность датчиков — сенсорные экраны на ёмкостном принципе.